# Terra Nova (Castro)
Terra Nova é um bairro rural situado no município de Castro, no estado do Paraná, que originou a partir da colônia fundada por imigrantes alemães em 1933.

## História

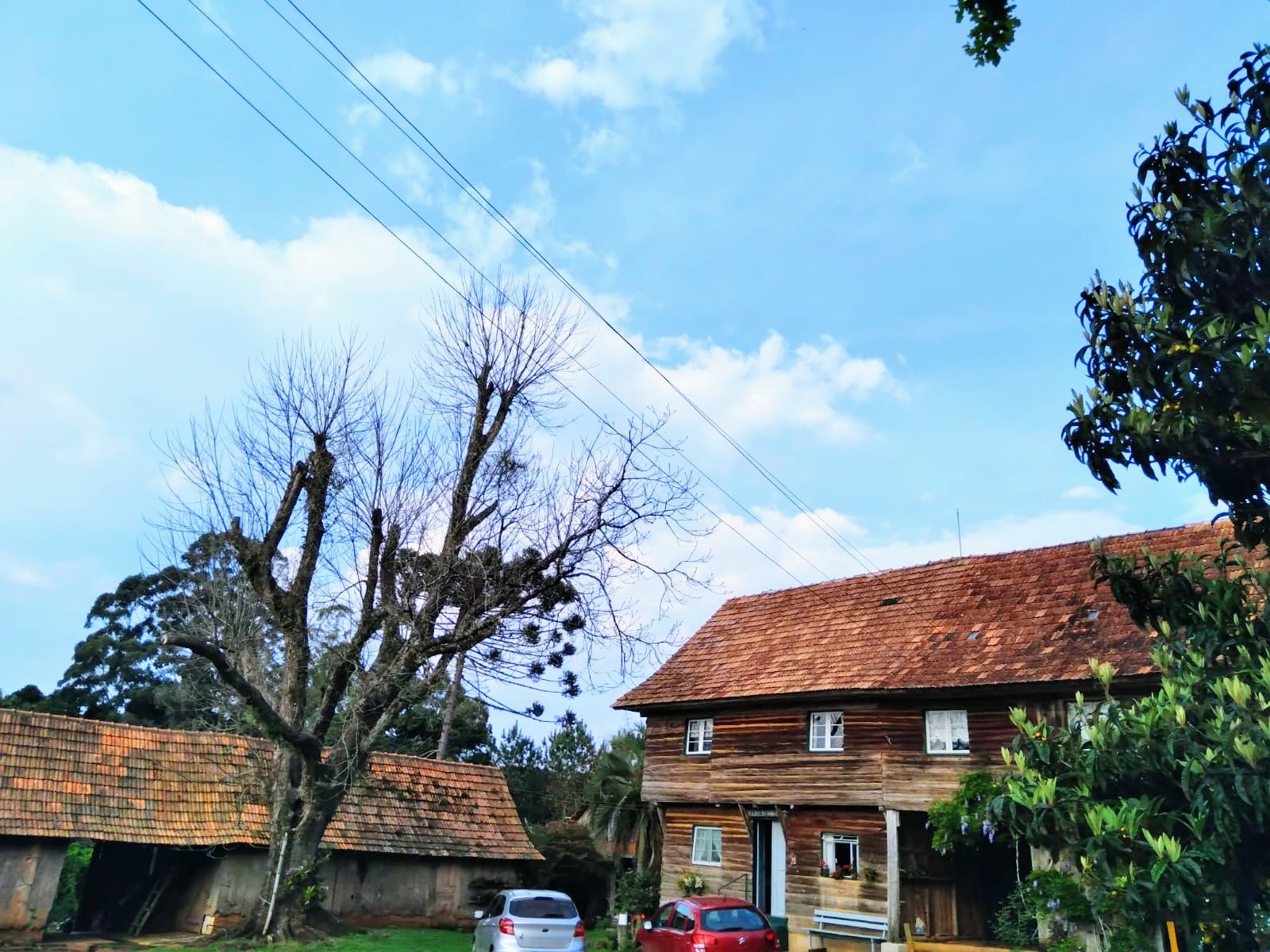
Arquitetura típica da colônia Terra Nova.

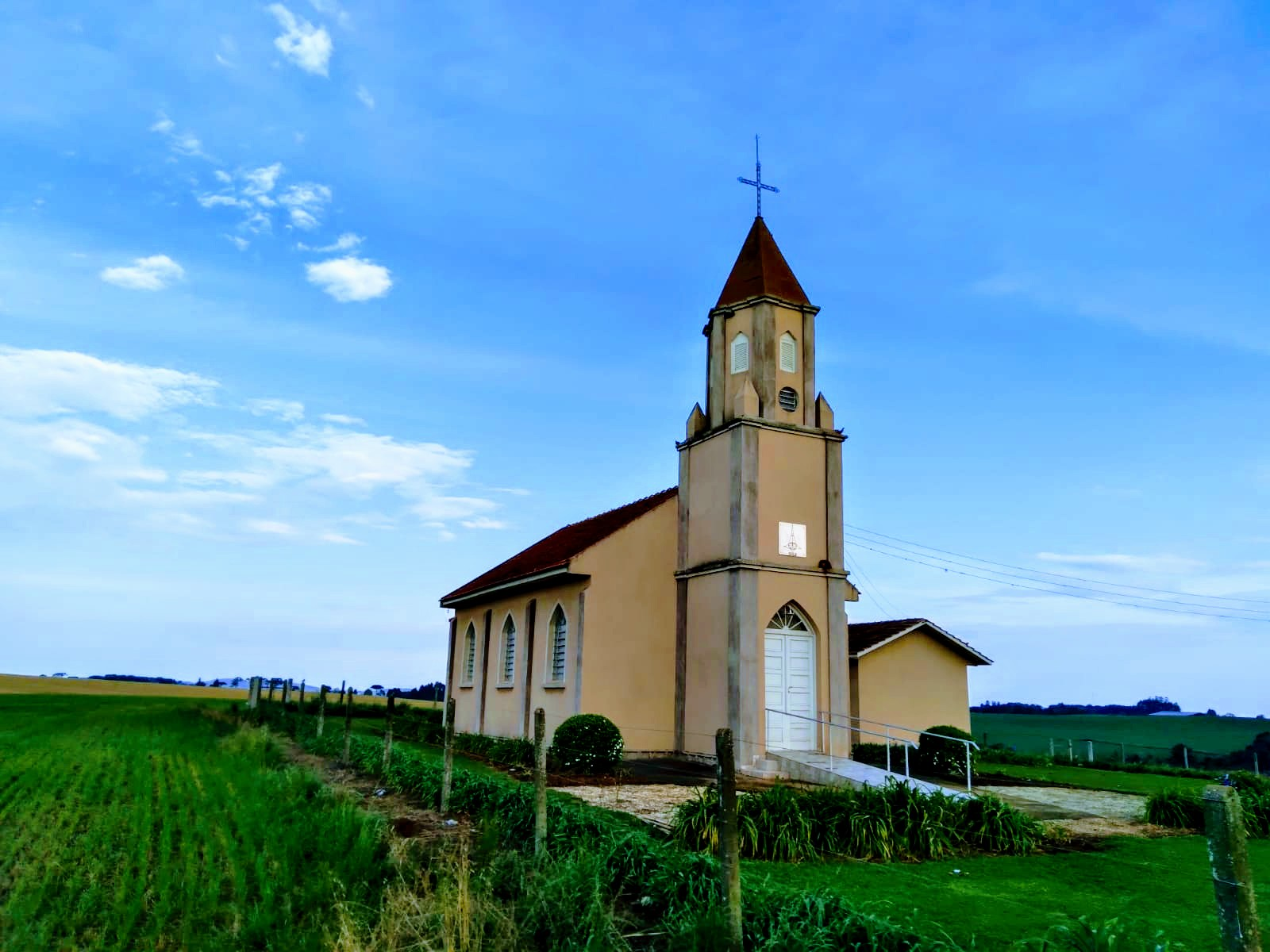
Igreja Evangélica de Confissão Luterana no Brasil (IECLB), em Terra Nova.

Em 18 de julho de 1933 a Fazenda Marilândia, com 1300 alqueires, que pertencia a Jerônimo Cabral Pereira do Amaral, foi vendida para a Sociedade de Colonização no Estrangeiro (Gesellschaft für Siedlung im Auslande). Essa negociação teve apoio do cônsul alemão em Curitiba, que ajudou a formar um núcleo colonial no município de Castro.
Após a Primeira Guerra Mundial muitos alemães passavam dificuldades financeiras e, por iniciativa da Sociedade de Colonização no Estrangeiro, foram convidados a tentarem uma nova vida no Brasil. Os imigrantes vinham de diversas regiões da Alemanha, com dialetos e costumes diferentes. Alguns eram luteranos e outros católicos.
A fazenda localizada aproximadamente a 10 quilômetros da cidade de Castro, foi batizada pelos colonos com o nome de Terra Nova. A colônia foi subdividida em duas partes: Terra Nova Garcez e Terra Nova Maracanã. A primeira subdivisão ficou para receber os imigrantes que buscavam sair da Alemanha, devido ao cenário econômico alemão e também por questões políticas derivadas da ascensão do partido nazista liderado por Adolf Hitler. Já a segunda área foi destinada para imigrantes alemães que já estavam no Brasil.
Alguns alemães enfrentaram dificuldades ao chegar na colônia, pois não eram agricultores e tinham que se dedicar à agricultura pelo período mínimo de dois anos. A colônia chegou a ter 116 famílias e cada família recebeu um lote de 12 alqueires de terra, dividido em terras para cultivo, pasto e aldeamento. As famílias receberam uma casa provisória, sementes e algumas ferramentas necessárias para a agricultura. Com o tempo foram abrindo novas estradas, construindo novas casas, diversificando as lavouras e também se dedicando a pecuária leiteira. Algumas famílias aderiram ao cooperativismo se associando a Cooperativa Castrolanda e a Cooperativa Batavo.
Com o passar dos anos muitos filhos de colonos acabaram deixando a comunidade, indo morar em cidades e em outras regiões do Paraná. Nos últimos anos cerca de 60 famílias ainda permaneciam na colônia.

## Cultura

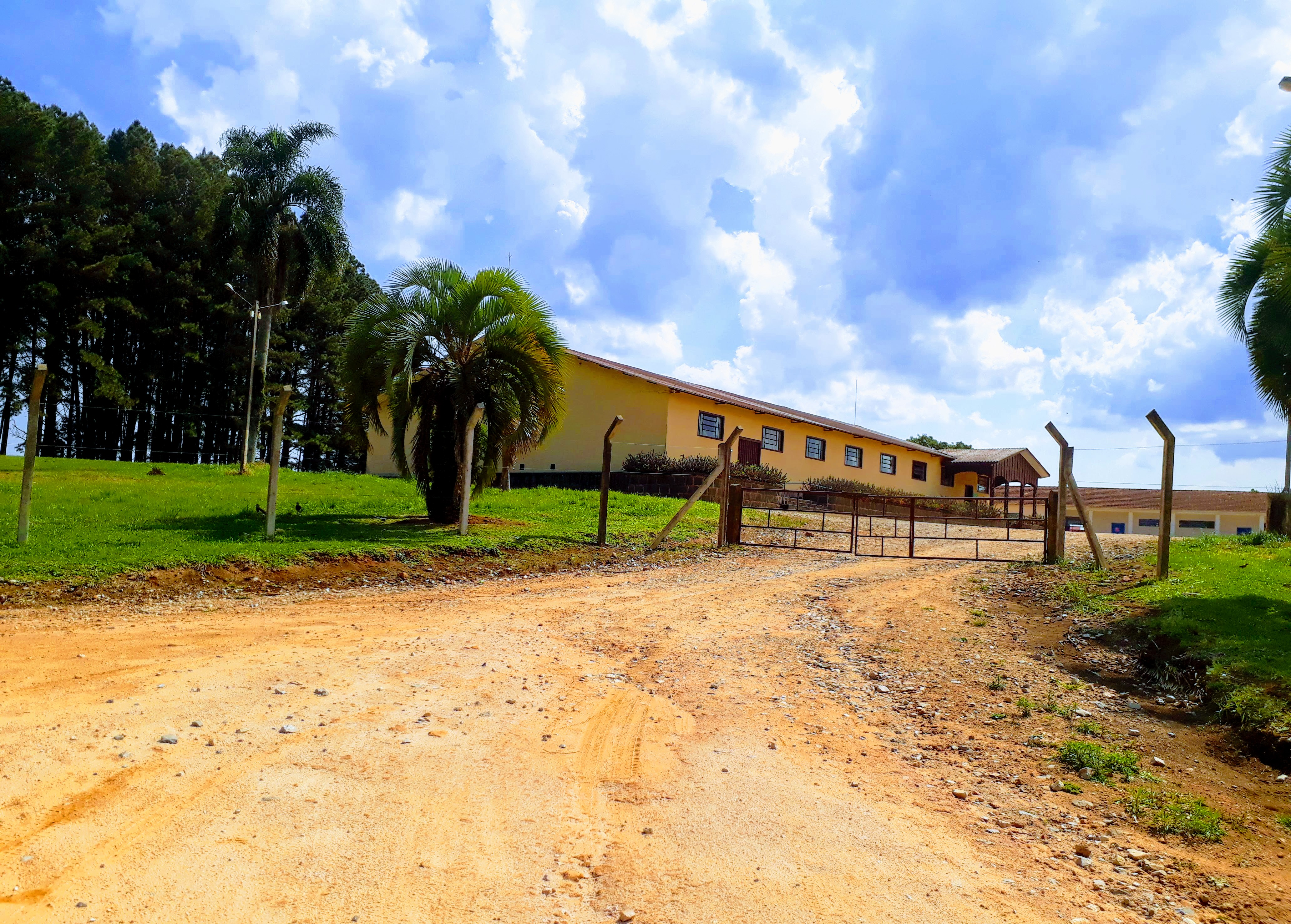
Clube Recreativo e Cultural 25 de Julho.

Os descendentes que residem em Terra Nova buscam preservar traços da cultura germânica, mantendo a língua materna, a culinária, as festividades e a valorização de ritos religiosos, católicos ou luteranos.
A comunidade mantém uma escola para a educação dos filhos, o Clube Recreativo Cultural 25 de julho para festas e eventos, uma igreja católica fundada em 1937 (Igreja de Santa Terezinha) e uma igreja luterana. Há também o Grupo Folclórico Alemão de Terra Nova, o Sonnenstrahl e o Museu Das Kolonistenhaus, administrado pela Associação Cultural de Preservação da História e Ecologia de Terra Nova. O museu retrata a vida do imigrante alemão, com fotos, documentos, móveis, utensílios e objetos da época da colonização.

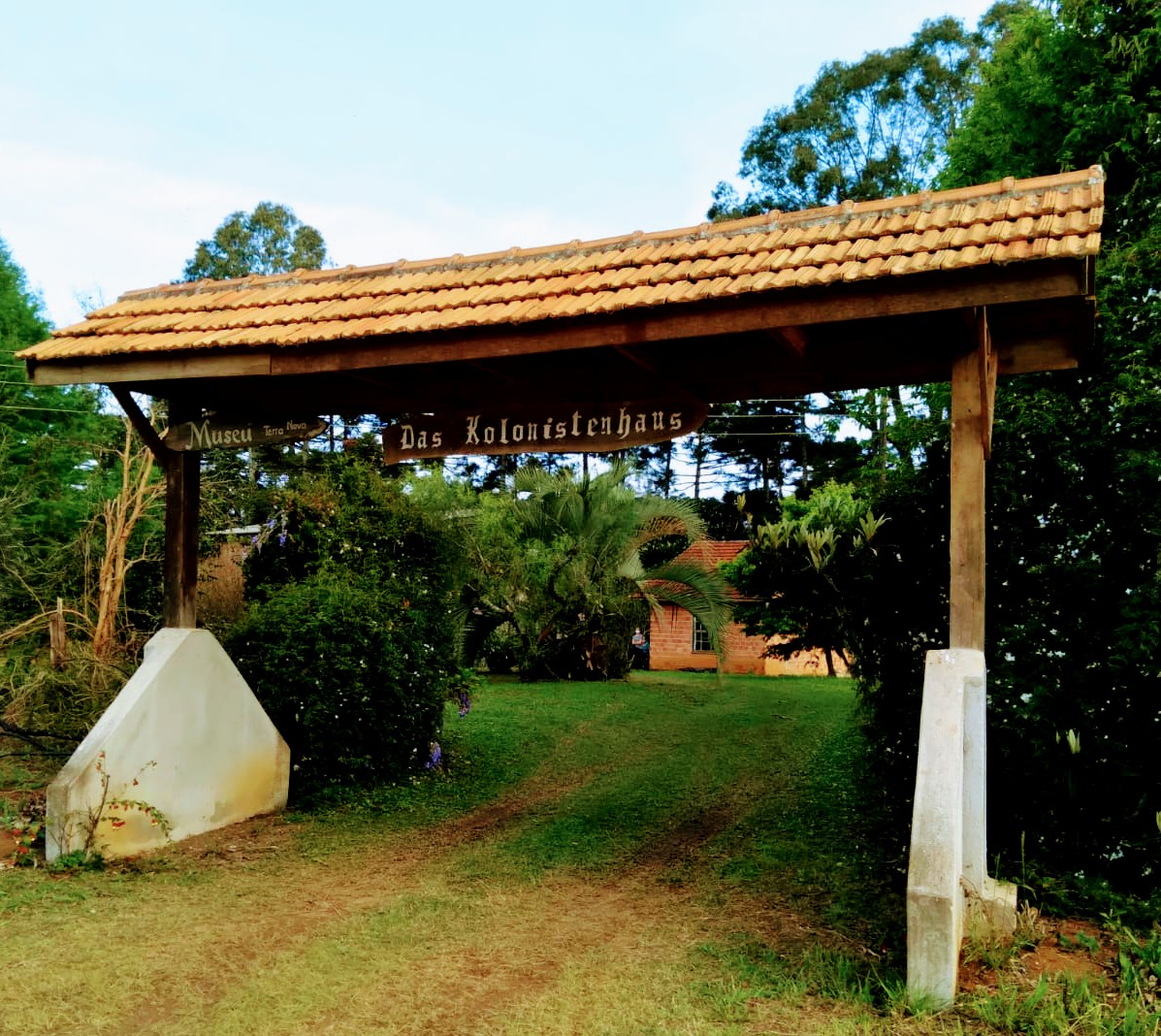
Museu do Imigrante Alemão (Das Kolonistenhaus).

Muitas famílias mantêm festividades e buscam reunir a comunidade em datas comemorativas. Os eventos são marcados com muita música, cantos, danças e comidas típicas com receitas de famílias e pratos como o eisbein (joelho de porco) e o braten mit sosse (carne assada ao molho). No aniversário da colônia há até desfile de tratores e charretes.
A culinária da comunidade é marcada pela tradição germânica, com bastante elementos coloniais. Há grande presença de massas e da carne suína. No café da manhã é comum servirem broa, pão, waffle, bolos, geleias, requeijão, queijo, presunto, café, chá e leite. O café reforçado é conhecido como "café colonial". Já nos almoços é comum encontrar nas casas das famílias o arroz, a spätzle, o purê de batata, a mandioca, o chucrute, refogados, legumes e verduras cozidas, saladas e sucos. Possuem hábitos de consumir carnes, a exemplo da carne de porco e o goulash preparado com carne bovina cozida.